# Flaga Grenlandii
Flaga Grenlandii została zaprojektowana przez Thue Christiansena. Flaga składa się z dwóch pasów: białego na górze i czerwonego na dole, oraz dużego koła. Górna część koła jest czerwona, dolna – biała.
Jej lokalna nazwa w języku grenlandzkim to Erfalasorput, co oznacza „nasza flaga”, ale Aappalaartoq (czerwony) jest także używany jako nazwa flagi grenlandzkiej i duńskiej (Dannebrog). Dziś mieszkańcy Grenlandii uznają zarówno Erfalasorput, jak i Dannebrog.

## Historia
Idea posiadania własnej flagi po raz pierwszy powstała w 1973 roku, kiedy pięciu mieszkańców Grenlandii zaproponowało flagę z trzema pasami w kolorach: zielonym, białym oraz niebieskim. Z biegiem czasu gazeta zabiegała o jedenaście propozycji i badała opinię publiczną, aby wybrać pomysł najbardziej popularny wśród mieszkańców. Dannebrog był lepszy niż każdy inny.
W 1978 roku Dania uczyniła Grenlandię równoprawnym członkiem Królestwa Danii. Grenlandzki rząd otrzymał 555 propozycji nazwy i wyglądu flagi, w tym 293 zostało zaproponowane przez mieszkańców Wyspy. Obecna, czerwono-biała flaga została zaprojektowana przez Christiansena, pomysł ten wygrał z pomysłem zielono-białego nordyckiego krzyża przez głosy 14 do 11. Obecna flaga została uznana oficjalnie w 1985 roku.
Ku czci dziesiątej rocznicy zatwierdzenia Erfalasorput, Grenlandzka Poczta wydała specjalne znaczki i ulotki.

## Symbolika
Biały pasek reprezentuje lodowce i pokrywy śnieżne, natomiast czerwony – ocean; czerwone półkole – fiordy, a białe – górę lodową i zbity lód. Projekt jest także przypomnieniem wschodu słońca, częściowo zanurzonego i odbijającego się w morzu.